# Boris Kollár
Pour les articles homonymes, voir Kollár.
 (octobre 2023).
Boris Kollár, né le 14 août 1965 à Bratislava, est un homme politique slovaque, leader du parti Nous sommes une famille.
Il devient député lors des élections législatives slovaques de 2016, son mouvement dépassant le seuil de 5 % avec 172 860 voix (6,63 %) et 11 députés sur 150.